# Juan Tovar

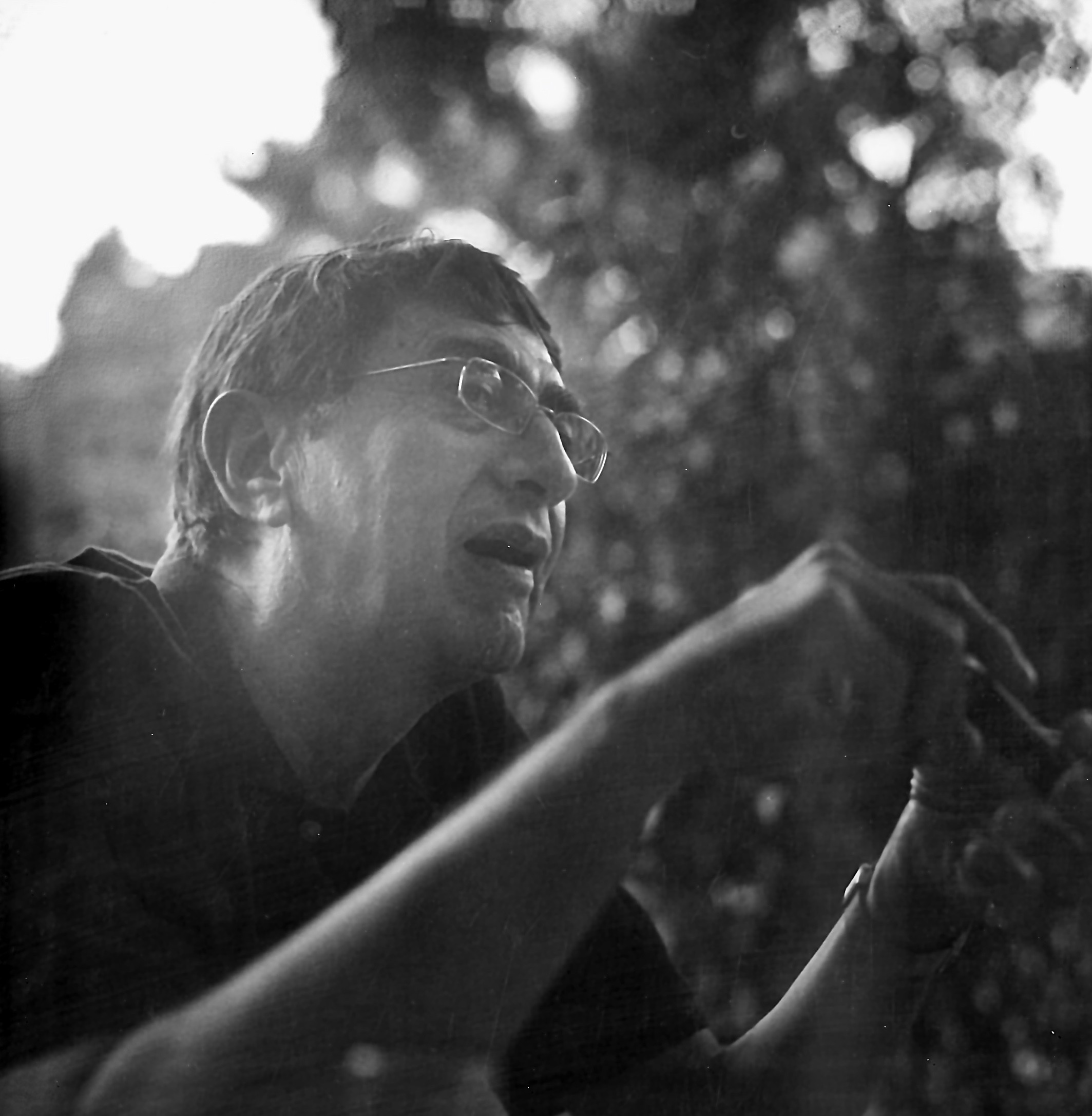
Juan Tovar, foto de Ricardo Vinós, 2003

Juan Tovar (Puebla, Puebla, 23 de octubre de 1941 - Ixcatepec, Tepoztlán, Morelos, 22 de diciembre de 2019) fue un dramaturgo, narrador, traductor y guionista mexicano. Su teatro "antihistórico" dio un nuevo aliento al género.

## Reseña biográfica
Estudio en el Colegio Alexander von Humboldt, terminando la preparatoria en 1958, y posteriormente cursa algunos semestres de Ingeniería Química en la Universidad Autónoma de Puebla, donde participa como actor y traductor en el Teatro Universitario de Ignacio Ibarra Mazari. El  movimiento estudiantil de 1961 le da ocasión de iniciarse como periodista, oficio que (como el de traductor) retomará en la Ciudad de México, adonde se traslada en 1962, al descubrir su vocación por la escritura, abandonando la ingeniería para estudiar Letras Españolas en la UNAM. Tampoco aquí llega a graduarse, por lo cual viene a ser un escritor que ejerce sin título —si bien, como escribiera su maestro Emilio Carballido en la contraportada de su primer libro, “un escritor nato, que ejerce con naturalidad una vocación evidente”.
Destaca como cuentista en los años 1960, obteniendo con su primer libro mención honorífica en el Concurso Literario de Casa de las Américas de 1963. Becado en 1964-65 por el Centro Mexicano de Escritores, recibe al año siguiente el premio de cuento La Palabra y el Hombre de la Universidad Veracruzana por Los misterios del reino (1966), y en 1970 el premio de novela del Primer Concurso Cultural de la Juventud (SEP) por La muchacha en el balcón o la presencia del coronel retirado.
Hacia el año 1967 inicia su labor docente en la Escuela de Arte Teatral del Instituto Nacional de Bellas Artes, donde imparte las materias de Teoría dramática y Análisis de texto, y su trabajo en El Heraldo de México como jefe de redacción del Suplemento de Espectáculos. Aquí desarrolla, hasta 1974, una consistente labor de crítica cinematográfica, teatral, e incluso musical. Entre 1975 y 1976 es jefe de redacción del suplemento Diorama de la Cultura, durante el último año en que Excélsior estuvo bajo la dirección Julio Scherer.
Trabaja también como guionista cinematográfico, escribiendo con Paul Leduc "Reed, México insurgente" (Prix Georges Sadoul, 1972) y, con Diego López y Juan Mora, "Crónica de familia" (Ariel al mejor guion de 1987), entre otras películas.
A partir de su segunda novela, el realismo tradicional de sus primeros relatos se ve gradualmente subvertido por una especie de juego expresionista de planos y tiempos que culminan en la inclasificable Criatura de un día, un “relato lírico en clave dramática” donde el poeta lleva a cabo un ajuste de cuentas con la forma narrativa, para en lo sucesivo concentrarse en escribir drama. La novela se publica por vez primera en 1984 y crece a lo largo de cuatro ediciones, hasta llegar a la versión definitiva de 2009. Una versión en inglés, realizada por Leland Chambers con la colaboración de Ricardo Vinós y del autor, se hace con el apoyo del Fideicomiso para la Cultura México/Estados Unidos, y es merecedora del Kayden Award de 2001.
Al mismo tiempo imparte cursos y talleres en el Centro Universitario de Teatro, el Centro de Capacitación Cinematográfica, la Escuela Internacional de Cine y TV de San Antonio de los Baños, Cuba, en el Foro Teatro Contemporáneo y el Centro Morelense de las Artes. De esta experiencia dual nace su libro sobre teoría y práctica del drama: Doble vista (2006).
En 2018, Tovar recibe la Medalla Bellas Artes de Literatura "en reconocimiento a su maestría como dramaturgo, narrador y traductor, por la que, gracias a su valiente crítica histórica y social, la literatura mexicana se ha enriquecido".

## Teatro
Entre 1979 y 2018  estrena otras tantas obras teatrales; originales, la mayoría, pero también traducciones y adaptaciones. Colabora reiteradamente con el director Ludwik Margules.
Sus piezas "antihistóricas" recrean con imaginación escénica “episodios nacionales” que prefiguran nuestra actualidad y rescatan del olvido personajes como los asesinos de Pancho Villa (La madrugada), Antonieta Rivas Mercado (El destierro), Carlos Ometochtzin, nieto de Nezahualcóyotl (Las adoraciones), Antonio López de Santa Anna (Manga de Clavo), Victoriano Huerta (Fort Bliss), Miguel Lerdo de Tejada (El trato) o Agustín de Iturbide (Horas de gracia), o bien el pintor Manuel González Serrano, cuya pasión y muerte es el tema de El nido, obra "antibiográfica" temáticamente emparentada con Cura y locura, homenaje a Antonin Artaud.
Como libretista de ópera, adapta Aura, de Carlos Fuentes, y "La hija de Rappacini", de Octavio Paz. Los Encuentros, "homenaje a Juan Rulfo en sus propias palabras" fue comisionado para el Festival de Cádiz 1992 y representado dos años después en Nueva York como The Crossroads. El traductor, Joe Martin, es luego coautor de El Trato, experimento dramatúrgico binacional patrocinado por el Fideicomiso para la Cultura México/Estados Unidos.
En los últimos años, continuó su exploración de la historia patria con obras que lo mismo se adentran en las entretelas del mito guadalupano (La imagen) que en los orígenes del partido único (Espinazo). En las doce farsas que forman las Crónicas de Huaxilán, hechos notorios de nuestro reciente acontecer se reproducen en el contexto de un país imaginario.

## Distinciones
- Medalla Bellas Artes de Literatura (2018).
- Sistema Nacional de Creadores de Arte (2015, 2007, 2002, 1997, 1993).
- Homenaje en la XXXII Feria Internacional del Libro del Palacio de Minería (2011).
- Trofeo Héctor Azar al Mérito Escénico (Festival Internacional de Teatro en Puebla, 2011).
- Homenaje en el VI Festival de Dramaturgos Comunitarios Mexicanos (2010).
- Premio Nacional de Dramaturgia Juan Ruiz de Alarcón (2007).
- Beca del IMCINE para hacer la adaptación cinematográfica de su obra de teatro "La soledad" (2003).
- Beca del IMCINE para hacer la adaptación cinematográfica de su obra de teatro "La madrugada" (2001).
- Kayden Translation Award por Creature of a Day (2001, con Leland Chambers y Ricardo Vinós).
- Presea Palafox y Mendoza (Gobierno del Estado de Puebla, 2000).
- Fideicomiso para la Cultura México - Estados Unidos (2000, 1996).
- Invitación a formar parte del Consejo de Cultura del Estado de Puebla (1999).
- Invitación a formar parte del Consejo de Cultura del Estado de Morelos (1998).
- Ariel al mejor guion por "Crónica de Familia" (con Diego López y Juan Mora, Academia Mexicana de Ciencias y Artes Cinematográficas, 1987).
- Premio Alfonso X de traducción literaria, por El contrapaso de Thomas Middleton y William Rowley (INBA, 1984).
- Invitación al programa Theatre in American Life (Institute for International Education, 1983).
- Beca del Centro Mexicano de Escritores (1974-75, 1964-65).
- Premio de novela del Primer Concurso Cultural de la Juventud por La muchacha en el balcón o la presencia del coronel retirado (SEP, 1970).
- Premio de cuento La Palabra y el Hombre por Los misterios del reino (Universidad Veracruzana, 1966).
- Tercer premio en el Primer Concurso de Guiones y Argumentos por el guion Pueblo fantasma, escrito con Ricardo Vinós y Parménides García Saldaña (Banco Nacional Cinematográfico, 1966).
- Primer premio, Concurso de Cuento, por La plaza (Instituto Nacional de la Juventud Mexicana, 1966).

## Teatrografía
1961   La alarma tranquila, de George S. Kaufman (versión). Teatro Universitario de Puebla; dirección de Ignacio Ibarra Mazari.
1969   Coloquio de la rueda y su centro. Leído en el Teatro Arcos Caracol por alumnos de la Escuela de Arte Teatral; dirección de Emilio Carballido.
1972   Markheim, de R. L. Stevenson (paráfrasis escénica). Teatro de la Preparatoria Miguel E. Schultz; dirección de Guillermo Hagg.
1979   La madrugada (corrido de la muerte y atroz asesinato del general Francisco Villa). Grupo Vámonos Recio del Centro Universitario de Teatro y la Universidad Autónoma de Chapingo; dirección de José Caballero.
1981   Zwyciezeni (Los vencidos). Teatr Stu de Varsovia; versión y dirección de Ludwik Margules.
1982   El destierro (odisea de Antonieta Rivas Mercado). Universidad Nacional Autónoma de México; dirección de José Caballero.
1983   Las adoraciones (tragedia de Don Carlos, cacique de Tezcoco). Compañía Nacional de Teatro; dirección de José Caballero.
1983   De la vida de las marionetas, de Ingmar Bergman (versión). Universidad Nacional Autónoma de México; dirección de Ludwik Margules.
1984   Gaspar, de Peter Handke (versión). Universidad Autónoma Metropolitana; dirección de José Caballero.
1984   Manuscrito encontrado en Zaragoza (tragicomedia basada en la novela de Jan Potocki). Centro Universitario de Teatro; dirección de Ludwik Margules.
1984   De paso, en colaboración con Beatriz Novaro. Centro Universitario de Teatro; dirección de Beatriz Novaro.
1985   Manga de Clavo (tropifarsa de Santa Anna), en colaboración con Beatriz Novaro. Universidad Nacional Autónoma de México/Universidad Autónoma Metropolitana; dirección de José Caballero.
1986   Muera Villa. Instituto Nacional de Bellas Artes; dirección de Lola Bravo.
1986   Loco amor, de Sam Shepard (versión). Producción de Fernando Morett; dirección de José Caballero.
1986   El rufián en la escalera, de Joe Orton (versión). Centro Universitario de Teatro; dirección de Ángeles Castro.
1987   Querida Lulú, de Frank Wedekind; versión libre en colaboración con David Olguín, Beatriz Novaro y Ludwik Margules. Centro de Experimentación Teatral; dirección de Ludwik Margules.
1988   La Marquesa de Sade, de Yukio Mishima (versión). Universidad Autónoma Metropolitana/Marta Resnikoff y Fernando Morett; dirección de José Caballero.
1989   Aura, ópera de Mario Lavista; libreto basado en el relato de Carlos Fuentes. Instituto Nacional de Bellas Artes; dirección escénica de Ludwik Margules.
1990   Señora Klein, de Nicholas Wright (versión). Producción de Marcial Dávila; dirección de Ludwik Margules.
1991   El monje (melodrama basado en la novela de M. G. Lewis). Compañía Universitaria de Repertorio de la Universidad Autónoma de Querétaro; dirección de Rodolfo Obregón.
1991   La hija de Rappaccini, ópera de Daniel Catán; libreto basado en la pieza de Octavio Paz. Instituto Nacional de Bellas Artes; dirección escénica de Mario Espinosa.
1992   Viaje de un largo día hacia la noche, de Eugene O’Neill (versión). Instituto Mexicano del Seguro Social; dirección de Ludwik Margules.
1992   Los Encuentros (homenaje a Juan Rulfo). Compañía Nacional de Teatro; dirección de Mauricio Jiménez.
1992   Cura y locura (homenaje a Antonin Artaud). Centro Teatral Doblespacio; dirección de Morris Savariego.
1993   Las adoraciones (nueva versión). Universidad Autónoma Metropolitana; dirección de Ludwik Margules.
1993   El rehén, de Ronald Harwood (versión). Producción de Marcial Dávila; dirección de Luis de Tavira.
1993   El contrapaso, de Thomas Middleton y William Rowley (versión). Universidad Nacional Autónoma de México/Instituto Mexicano del Seguro Social/Fondo Nacional para la Cultura y las Artes; dirección de José Caballero.
1994   Fort Bliss (agonía de Victoriano Huerta)". Taller Universitario de Teatro de la Universidad Autónoma de Baja California; dirección de Ángel Norzagaray.
1994   The Crossroads (Los Encuentros)". Ensemble International Theatre/Tribeca Performing Arts Center; dirección de Susana Tubert, versión de Joe Martin y Iona Weissberg.
2004   El nido (pasión y muerte de Manuel González Serrano). Compañía Nacional de Teatro; dirección de David Olguín.
2005   Muera Villa. Asociación Coahuilense de Teatristas/Teatro IMSS Saltillo; dirección de Gustavo García.
2006   Tlatoani (Las muertas de Suárez). Compañía Nacional de Teatro; dirección de Fausto Ramírez.
2007   Tierra de nadie (antihistoria de la caída de México en 1847). Centro Universitario de Teatro; dirección de José Caballero.
2009   Manga de Clavo (tropifarsa de Santa Anna), en colaboración con Beatriz Novaro. Compañía de Teatro del Estado de Puebla; dirección de José Caballero.
2010   Horas de gracia (último sueño de Agustín I) (onirofarsa). Compañía Nacional de Teatro; dirección de José Caballero. 
2018	"La hecatombe". Teatro UNAM; dirección de Carlos Corona.

## Filmografía
1972   El medio pelo, de Carlos Velo. Guion de JT y CV, basado en la comedia de Antonio González Caballero.
1973   Reed, México insurgente, de Paul Leduc. Guion de JT y PL, basado en el libro "Insurgent Mexico" de John Reed. 
1979   Crónica del olvido, documental de Berta Navarro. Texto de JT.
1981   La madrugada, documental de Ludwik Margules sobre la puesta en escena (por José Caballero) de la obra teatral de JT.
1983   El lugar del corazón, cortometraje de Busi Cortés. Guion de Consuelo Garrido, basado en el cuento de JT.
1984   Don Hermenegildo y Joaquina, documental de Rafael Castanedo. Texto de JT. 
1986   Crónica de familia, de Diego López. Guion de DL, Juan Mora y JT, sobre un argumento del primero. 
1986  El lugar del corazón, cortometraje de Rossana Carrasco. Guion de Rossana Carrasco, basado en el cuento de JT.
1987   Gabriel, de Rafael Castanedo. Guion de JT y RC, basado en la novela El pequeño héroe de Fiodor Dostoyevski.
1988    "La carta urgente"  y  "El aparecido",  dos episodios de la serie Hora marcada, dirigidos respectivamente por José Luis García Agraz y Walter de la Gala.  
1991    Arcángel Miguel, cortometraje de Dora Guzmán. Guion de JT, basado en el cuento de Manuel Herrera.
1993    Dollar Mambo, de Paul Leduc. Guion del director con la colaboración de varios escritores, entre ellos JT.